# George Newnes
George Newnes (Matlock, 13 marzo 1851 – 9 giugno 1910) è stato un editore e imprenditore inglese.

## Biografia
Figlio di un presbitero della Chiesa congregazionale, frequentò le scuole a Shireland Hall, Warwickshire, e si diplomò presso la City of London School.
Come editore, fondò il suo primo giornale nel 1873 (The Westminster Gazette), seguito da Tit-Bits (1881), The Wide World Magazine (1888), e Country Life (1897). La sua pubblicazione maggiormente conosciuta è di sicuro The Strand Magazine, iniziato nel 1891, in cui Sir Arthur Conan Doyle poté pubblicare la famosissima serie del mistero il cui protagonista è l'investigatore Sherlock Holmes. 

L'azienda che acquisì il suo nome, George Newnes, Ltd., continuò a pubblicare anche dopo la sua morte riviste come ad esempio Practical Mechanics. Nel 1963, la ditta fu inglobata nella IPC Media (ora una divisione della Time Warner).
Newnes è stato membro del Parlamento Britannico rappresentante dell'elettorato di Newmarket (1885–1895).
Oltre all'attività di editore, Newnes costruì un grande edificio nel West Country, e fu il protagonista chiave nello sviluppo delle città gemelle di Lynton e Lynmouth nel North Devon. Costruì un'innovativa linea ferroviaria sulla scogliera per unire i due centri, inoltre le dotò del Municipio e di altre attrazioni.
Come risultato degli sforzi di Sir George, nel 1898 fu aperto il "19-mile" (diciannovesimo miglio della ferrovia Lynton-Barnstaple) per portare visitatori dalla linea centrale a Barnstaple. Al tempo, Newnes fu visto come un grande benefattore della zona per aver portato la ferrovia, ma in verità fu molto meno altruista di quanto sembrò. Costruendo la linea ferroviaria a formato ridotto, finendo la linea poco distante da entrambe le città (e accidentalmente, anche nascosta dalla sua stessa casa a Hollerday Hill), e unendo, infine, le città gemelle a Barnstaple, piuttosto che a Minehead, da cui molte persone invece volevano partire, si credette che fu astuto nel preservare quello che si conosce col nome di "Piccola Svizzera dell'Inghilterra" per la classe più facoltosa.
Da settant'anni, un gruppo di appassionati sta ricreando l'atmosfera della ferrovia di Newnes, e così sono di nuovo visibili treni a vapore che trasportano passeggeri lungo il vecchio percorso.